# Tillandsia insignis
Tillandsia insignis (Mez) L.B.Sm. & Pittendr. es una especie de planta perteneciente a la familia de las bromeliáceas. Es una planta epífita de la selva montañosa de América Central.

## Descripción
Son plantas epífitas con tallos hasta 100 cm o más. Hojas (6-)15-20 cm, uniformemente distribuidas a lo largo del tallo; vainas c. 2 cm de ancho, pálidas en el haz, castaño oscuro con una banda pálida basal en el envés, densamente adpreso lepidotas; láminas 0.4-0.9 cm de ancho, lisas a finamente nervadas, densamente adpreso a subadpreso lepidotas, glabrescentes, lineares, atenuadas. Escapo 5-9 cm; brácteas foliáceas, imbricadas. Inflorescencia 2-7 cm, compuesta (pareciendo simple); brácteas primarias muy reducidas, más largas que las espigas, foliáceas; espigas hasta 1 cm, patentes, con 1 flor. Brácteas florales 0.5-1.1 cm, más cortas que los sépalos, erectas, ecarinadas, lisas, glabras a glabrescentes, membranáceas. Flores subsésiles o con pedicelos hasta 4 mm; sépalos 0.8-1.1 cm, lisos abaxialmente, finamente nervados adaxialmente, ecarinados, cartáceos a subcoriáceos, glabros, libres; pétalos púrpura oscuro. Los frutos son cápsulas de hasta 1.7 cm.

## Hábitat
Se encuentra en los bosques de neblina, bosques submontanos húmedos, bosques montanos húmedos a una altitud de 600-2700 metros.

## Taxonomía
Tillandsia insignis fue descrita por (Mez) L.B.Sm. & Pittendr. y publicado en Journal of the Washington Academy of Sciences 43: 402. 1953[1954].
Etimología
Tillandsia: nombre genérico que fue nombrado por Carlos Linneo en 1738 en honor al médico y botánico finlandés Dr. Elias Tillandz (originalmente Tillander) (1640-1693).
insignis: epíteto latíno que significa "notable"
Sinonimia
- Werauhia insignis (Mez) W.Till, Barfuss & M.R.Samuel (basónimo)
- Guzmania insignis Mez
- Pepinia insignis E.Morren ex Baker
- Thecophyllum insigne (Mez) Mez[3][4][5]